# Kvalsund
Kvalsund (Samisch: Fálesnuorri) is een dorp en voormalige gemeente in de Noorse provincie Finnmark. Een deel van de gemeente ligt op het eiland Kvaløya. De gemeente telde 1027 inwoners in januari 2017. Per 1 januari 2020 werd de gemeente samengevoegd met Hammerfest, die werd opgenomen in de op dezelfde dag gevormde provincie Troms og Finnmark